# Anna Swenn Larsson
Anna Swenn Larsson (Mora, 18 giugno 1991) è una sciatrice alpina svedese specializzata nello slalom speciale.
Nelle liste FIS è stata registrata anche come Anna Swenn-Larsson

## Biografia

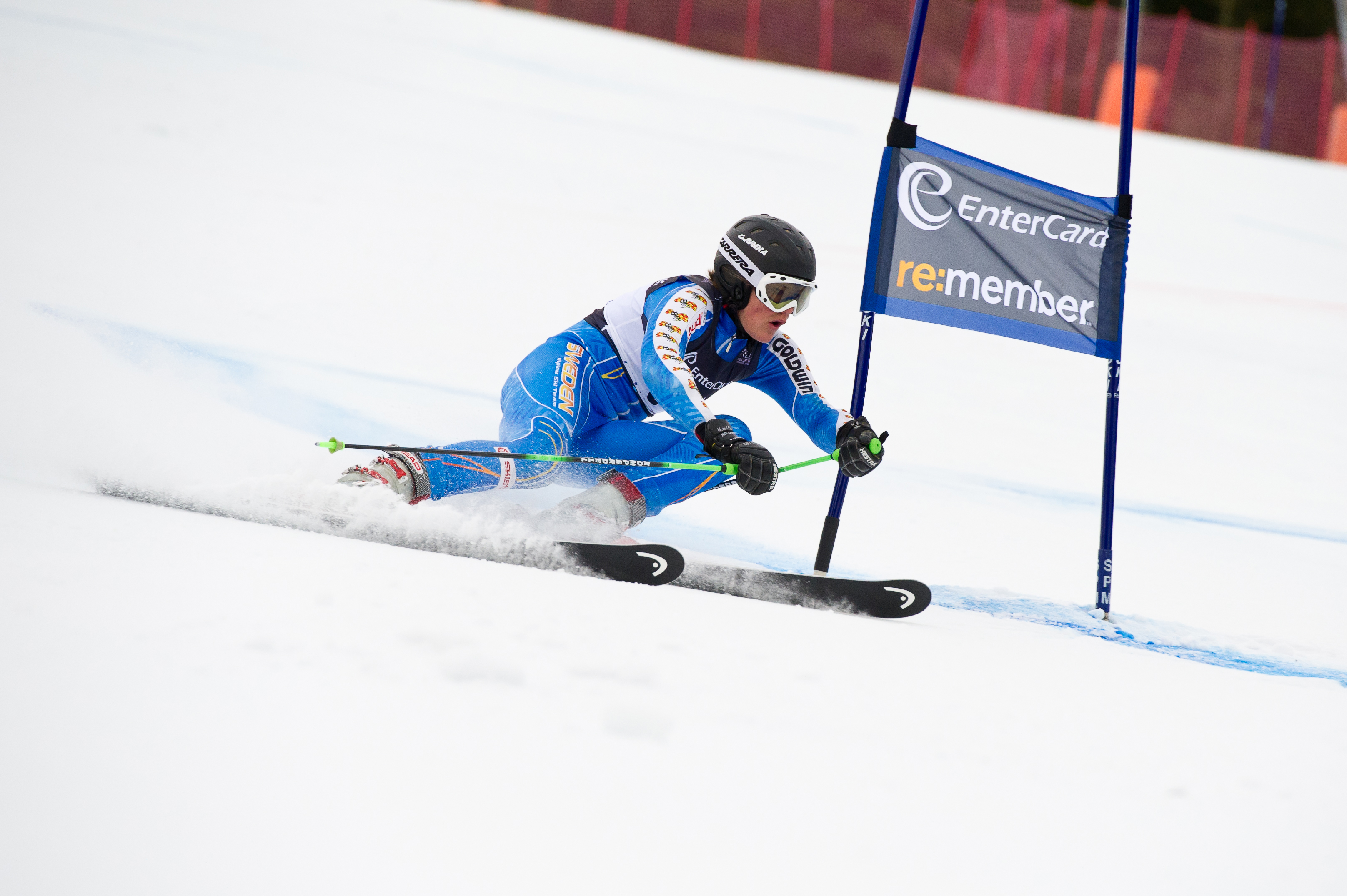
Anna Swenn Larsson in gara a Trysil nel 2011

La Swenn Larsson, originaria di Rättvik, ha esordito in gare FIS nel dicembre del 2006 e in Coppa Europa il 27 novembre 2007 a Rovaniemi, classificandosi 39ª in slalom speciale. Nella medesima specialità ha colto anche il suo primo podio nel circuito continentale, l'11 dicembre 2010 sul tracciato italiano di Gressoney-La-Trinité; pochi giorni dopo ha debuttato in Coppa del Mondo nello slalom gigante di Courchevel, giungendo 26ª. Nel 2011 ha partecipato ai Mondiali juniores di Crans-Montana vincendo la medaglia d'argento nello slalom speciale, giungendo alle spalle dell'austriaca Jessica Depauli. Due anni dopo ha esordito ai Campionati mondiali: a Schladming 2013 è stata 23ª nello slalom speciale.
Il 14 dicembre 2013 ha ottenuto la sua prima vittoria in Coppa Europa nello slalom parallelo di San Vigilio di Marebbe; nella stessa stagione ha debuttato ai Giochi olimpici invernali, classificandosi 11ª nello slalom speciale di Soči 2014, e ha ottenuto il suo primo podio in Coppa del Mondo, l'8 marzo sul tracciato di Åre: terza alle spalle della statunitense Mikaela Shiffrin e della connazionale Maria Pietilä Holmner. Ai Mondiali di Vail/Beaver Creek 2015 si è aggiudicata la medaglia di bronzo nella gara a squadre ed è stata 22ª nello slalom speciale; due anni dopo, nella rassegna iridata di Sankt Moritz 2017, si è classificata 16ª nello slalom speciale. Ai XXIII Giochi olimpici invernali di Pyeongchang 2018 si è classificata 5ª nello slalom speciale e 5ª nella gara a squadre; l'anno dopo ai Mondiali di Åre 2019 ha vinto la medaglia d'argento nello slalom speciale ed è stata 5ª nella gara a squadre. Ai XXIV Giochi olimpici invernali di Pechino 2022 si è classificata 9ª nello slalom speciale; il 27 novembre dello stesso anno ha conquistato a Killington in slalom speciale la prima vittoria in Coppa del Mondo e ai successivi Mondiali di Courchevel/Méribel 2023 non ha completato lo slalom speciale, così come a quelli di Saalbach-Hinterglemm 2025.

## Palmarès

### Mondiali
- 2 medaglie:
  - 1 argento (slalom speciale a Åre 2019)
  - 1 bronzo (gara a squadre a Vail/Beaver Creek 2015)

### Mondiali juniores
- 1 medaglia:
  - 1 argento (slalom speciale a Crans-Montana 2011)

### Coppa del Mondo
- Miglior piazzamento in classifica generale: 11ª nel 2019
- 16 podi (14 in slalom speciale, 2 in slalom parallelo):
  - 2 vittorie (in slalom speciale)
  - 5 secondi posti (4 in slalom speciale, 1 in slalom parallelo)
  - 9 terzi posti (8 in slalom speciale, 1 in slalom parallelo)

#### Coppa del Mondo - vittorie
| Data             | Località   | Paese       | Specialità |
| ---------------- | ---------- | ----------- | ---------- |
| 27 novembre 2022 | Killington | Stati Uniti | SL         |
| 11 febbraio 2024 | Soldeu     | Andorra     | SL         |

Legenda:

SL = slalom speciale

#### Coppa del Mondo - gare a squadre
- 4 podi:
  - 2 vittorie
  - 1 secondo posto
  - 1 terzo posto

### Coppa Europa
- Miglior piazzamento in classifica generale: 8ª nel 2011
- Vincitrice della classifica di slalom speciale nel 2017
- Vincitrice della classifica di slalom parallelo nel 2014
- 17 podi:
  - 7 vittorie
  - 5 secondi posti
  - 5 terzi posti

#### Coppa Europa - vittorie
| Data             | Località               | Paese    | Specialità |
| ---------------- | ---------------------- | -------- | ---------- |
| 14 dicembre 2013 | San Vigilio di Marebbe | Italia   | PR         |
| 9 gennaio 2014   | Melchsee-Frutt         | Svizzera | SL         |
| 26 febbraio 2015 | Monte Pora             | Italia   | SL         |
| 10 febbraio 2016 | Pamporovo              | Bulgaria | SL         |
| 13 febbraio 2017 | Göstling/Hochkar       | Austria  | SL         |
| 25 gennaio 2018  | Melchsee-Frutt         | Svizzera | SL         |
| 26 gennaio 2018  | Melchsee-Frutt         | Svizzera | SL         |

Legenda:

SL = slalom speciale

PR = slalom parallelo

### Nor-Am Cup
- Miglior piazzamento in classifica generale: 21ª nel 2015
- 2 podi:
  - 2 vittorie

#### Nor-Am Cup - vittorie
| Data             | Località        | Paese       | Specialità |
| ---------------- | --------------- | ----------- | ---------- |
| 1º dicembre 2014 | Copper Mountain | Stati Uniti | SL         |
| 2 dicembre 2014  | Copper Mountain | Stati Uniti | SL         |

Legenda:

SL = slalom speciale

### Campionati svedesi
- 12 medaglie[2]:
  - 6 ori (slalom speciale nel 2010; slalom speciale nel 2014; slalom speciale nel 2015; slalom speciale nel 2019; slalom speciale nel 2023; slalom speciale nel 2024)
  - 4 argenti (supercombinata nel 2011; slalom speciale nel 2012; slalom speciale nel 2017; slalom speciale nel 2018)
  - 2 bronzi (slalom speciale nel 2013; combinata nel 2018)

### Campionati svedesi juniores
- 1 oro (slalom speciale nel 2008)[senza fonte]